# Де Ниттис, Джузеппе
Джузеппе Де Ниттис (итал. Giuseppe De Nittis; 25 февраля 1846, Барлетта — 21 августа 1884, Сен-Жермен-ан-Ле) — итальянский художник, в своих работах соединивший академизм и импрессионизм.

## Биография
Родился 25 февраля 1846 года в Барлетте, где впоследствии учился живописи у местного художника Джованни Баттиста Кало. После отчисления из института в 1863 году за неподчинение правилам, он начинает свою карьеру, отправив две картины на одну неаполитанскую выставку. Затем в 1867 году он переезжает в Париж и заключает контракт с арт-дилером Адольфом Гупилем, взяв обязательство писать полотна на популярные и доходные сюжеты. Приобретя некоторую известность, он возвращается в Италию, где пишет с натуры виды Везувия.
В 1872 году снова приезжает в Париж, но уже без договора с Гупилем. Через два года одна из его картин добивается успеха в Салоне. В то же время он принимает участие в Первой выставке импрессионистов по приглашению Эдгара Дега.
Затем последовала поездка в Лондон, благодаря которой Де Ниттис начал с большим увлечением работать в импрессионистской технике (в том числе делать рисунки пастелью). В последующие годы он нередко ездил в Италию, но жил в Париже, где его дом стал местом сборов известных художников и писателей, среди которых были братья Гонкур, Эмиль Золя, Эдуард Мане и Луи Эдмон Дюранти.
В 1884 году в возрасте 38 лет де Ниттис скоропостижно скончался от инсульта в Сен-Жермен-ан-Ле.

## Галерея

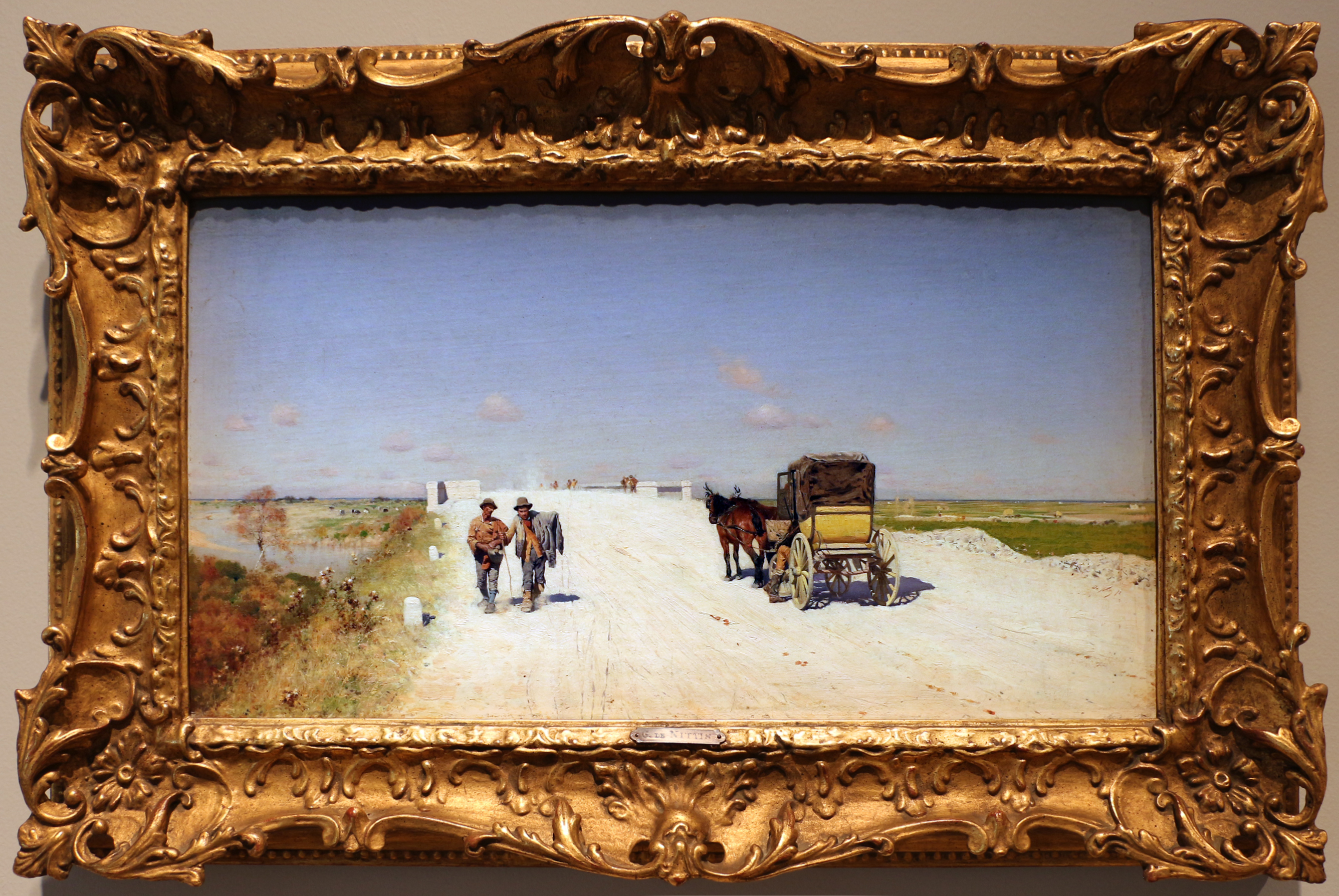
Дорога из Бриндизи в Барлетту. 1872. Художественный музей Индианаполиса, США.
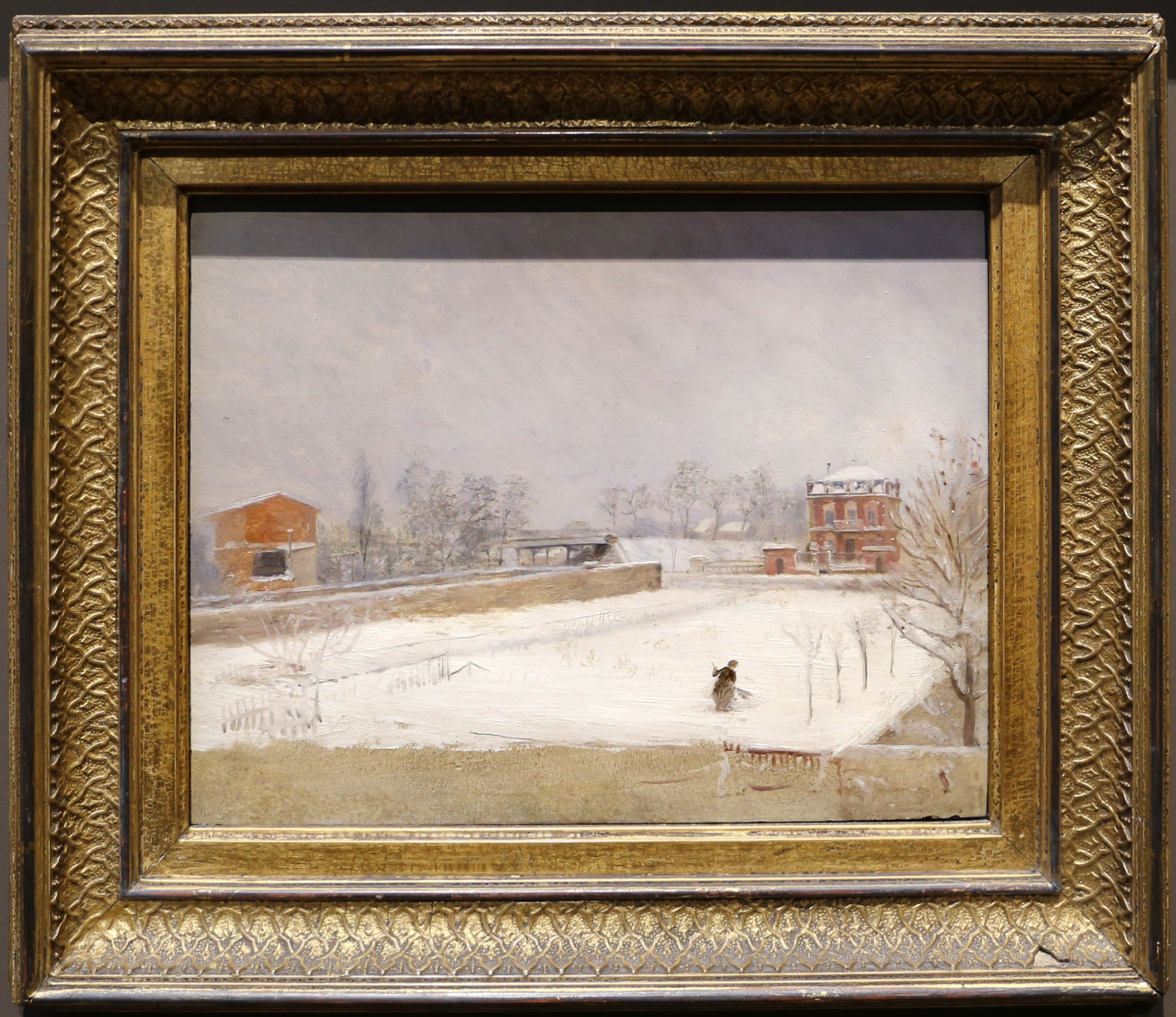
Зимний пейзаж. 1880. Лондонская национальная галерея.
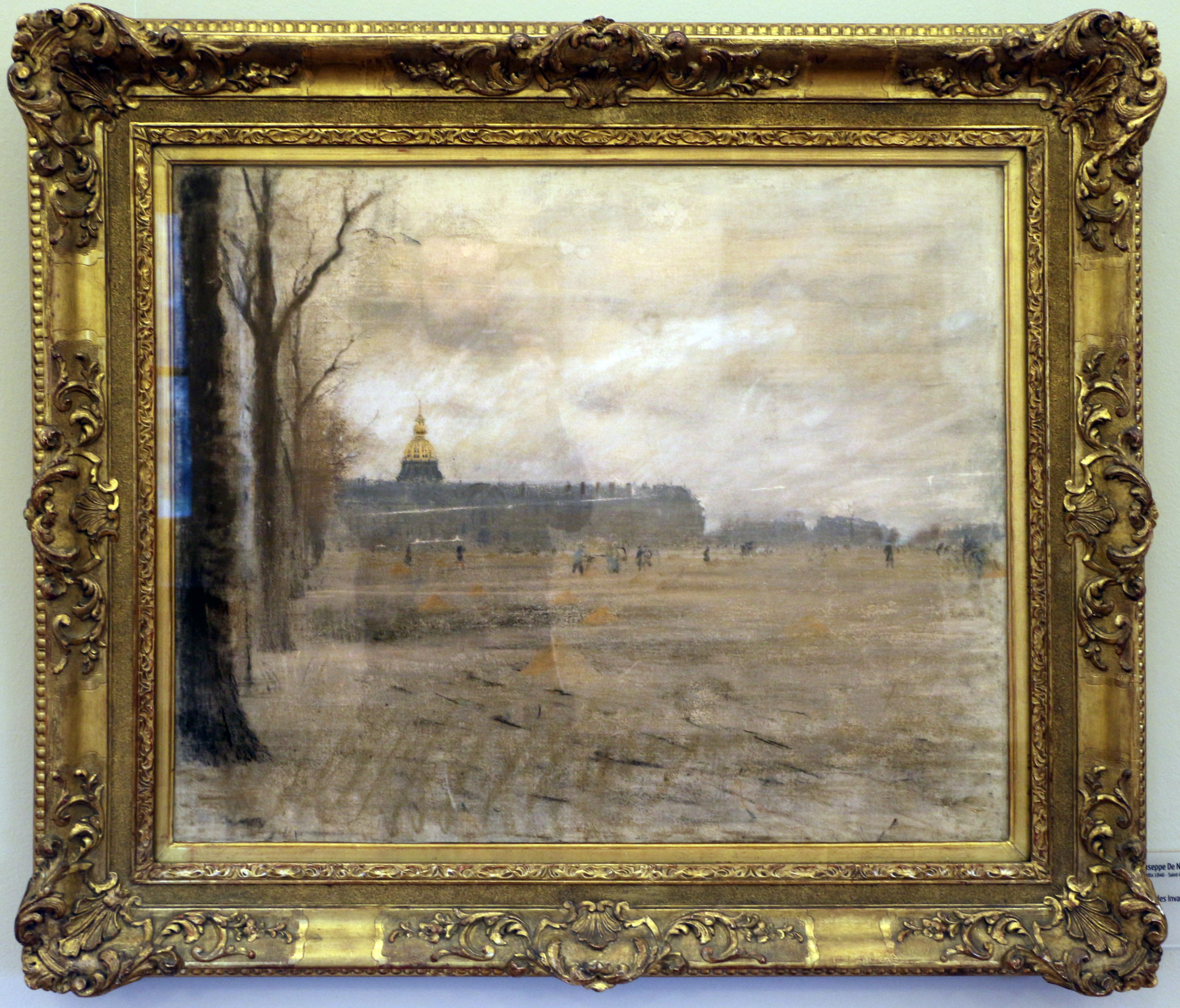
Дом инвалидов в Париже. 1880.
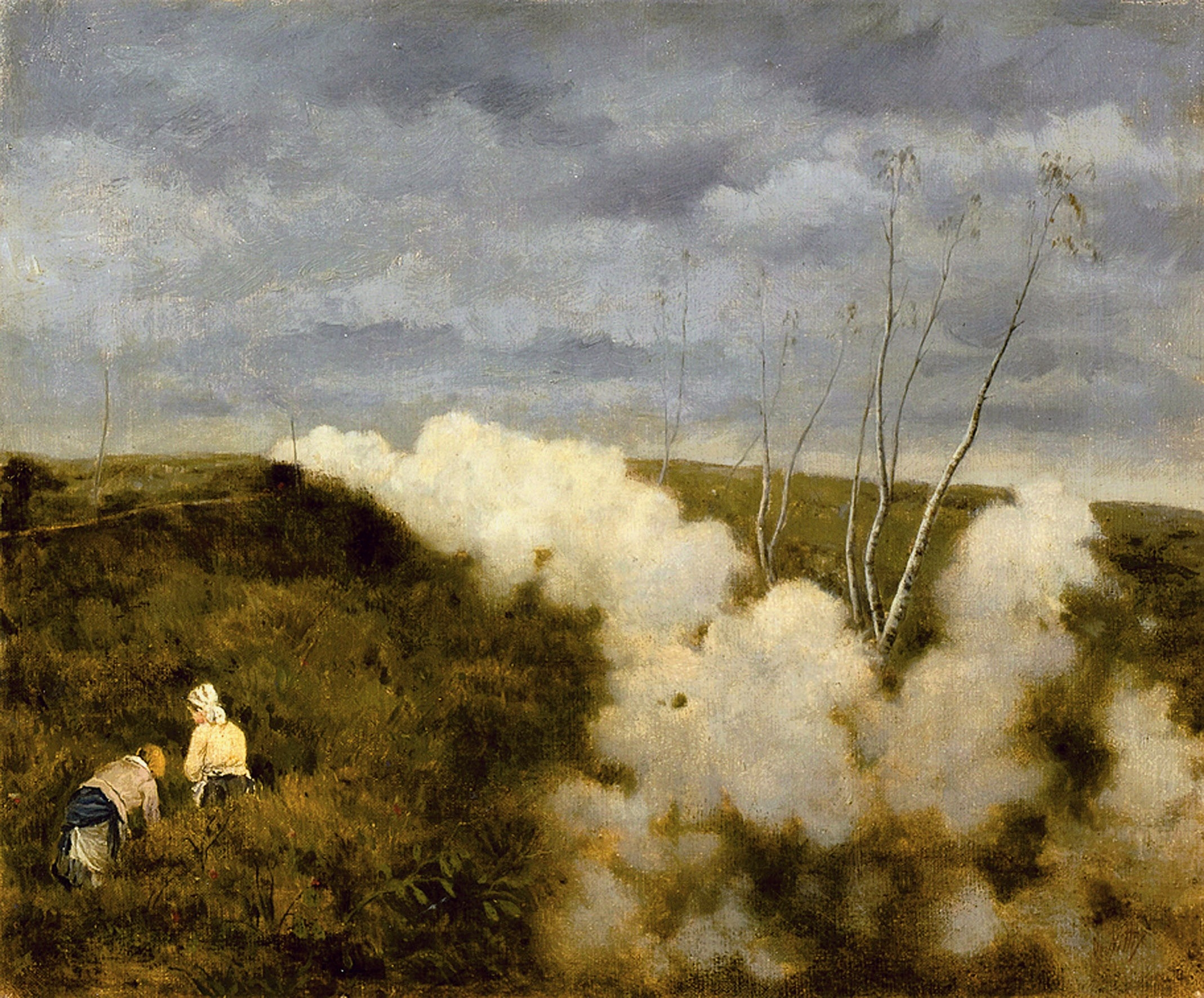
«Поезд проехал». Полотно написано около 1880 года и хранится Пинакотеке Де Ниттиса в Барлетте
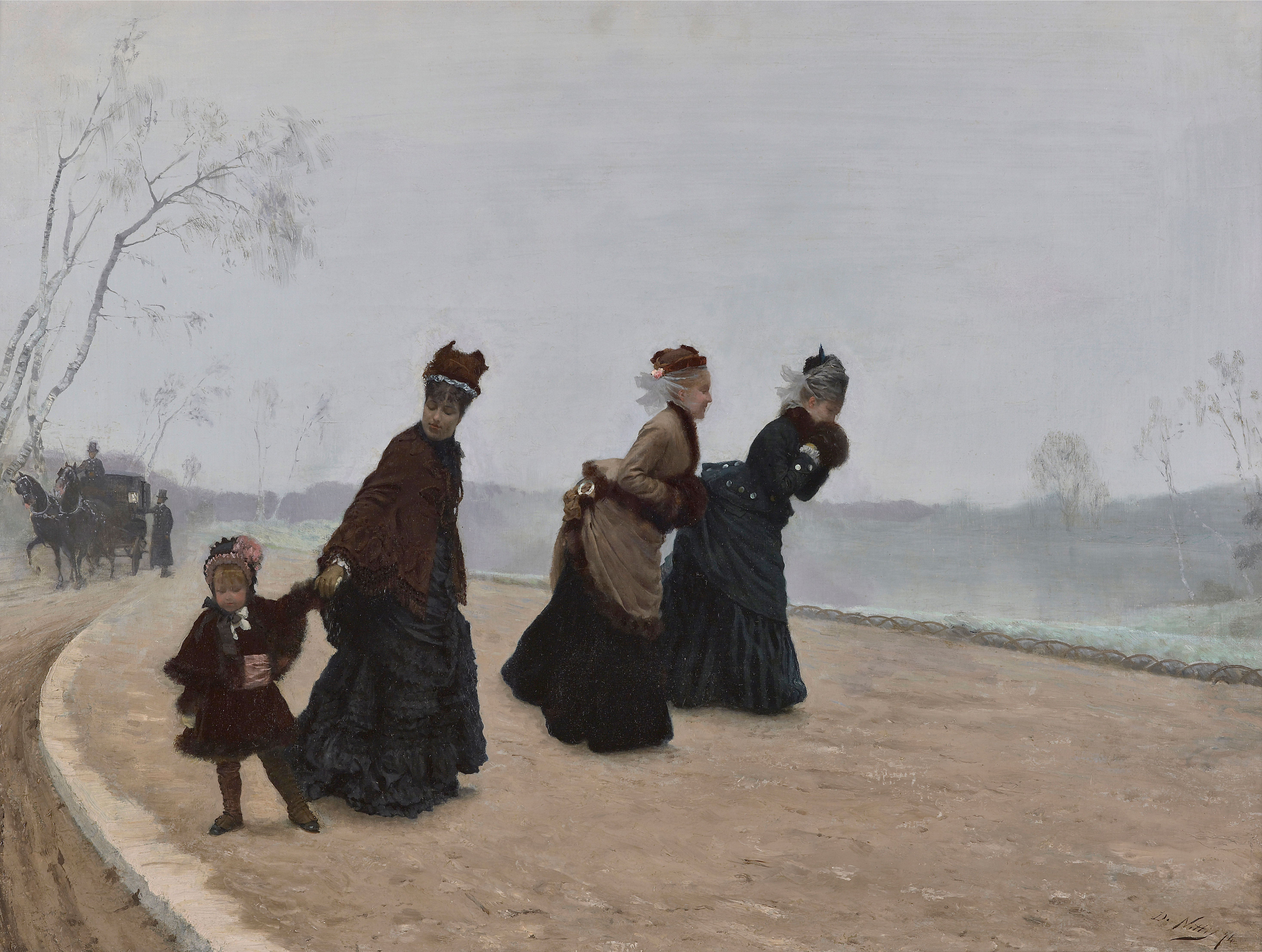
Как холодно! Около 1874.
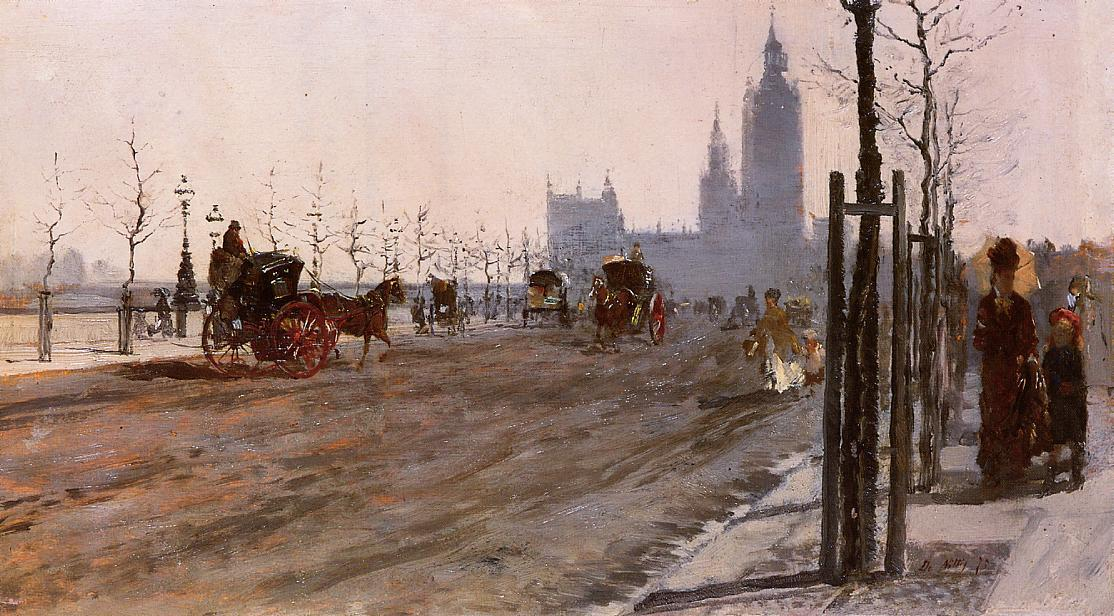
Набережная Виктории в Лондоне. 1875.
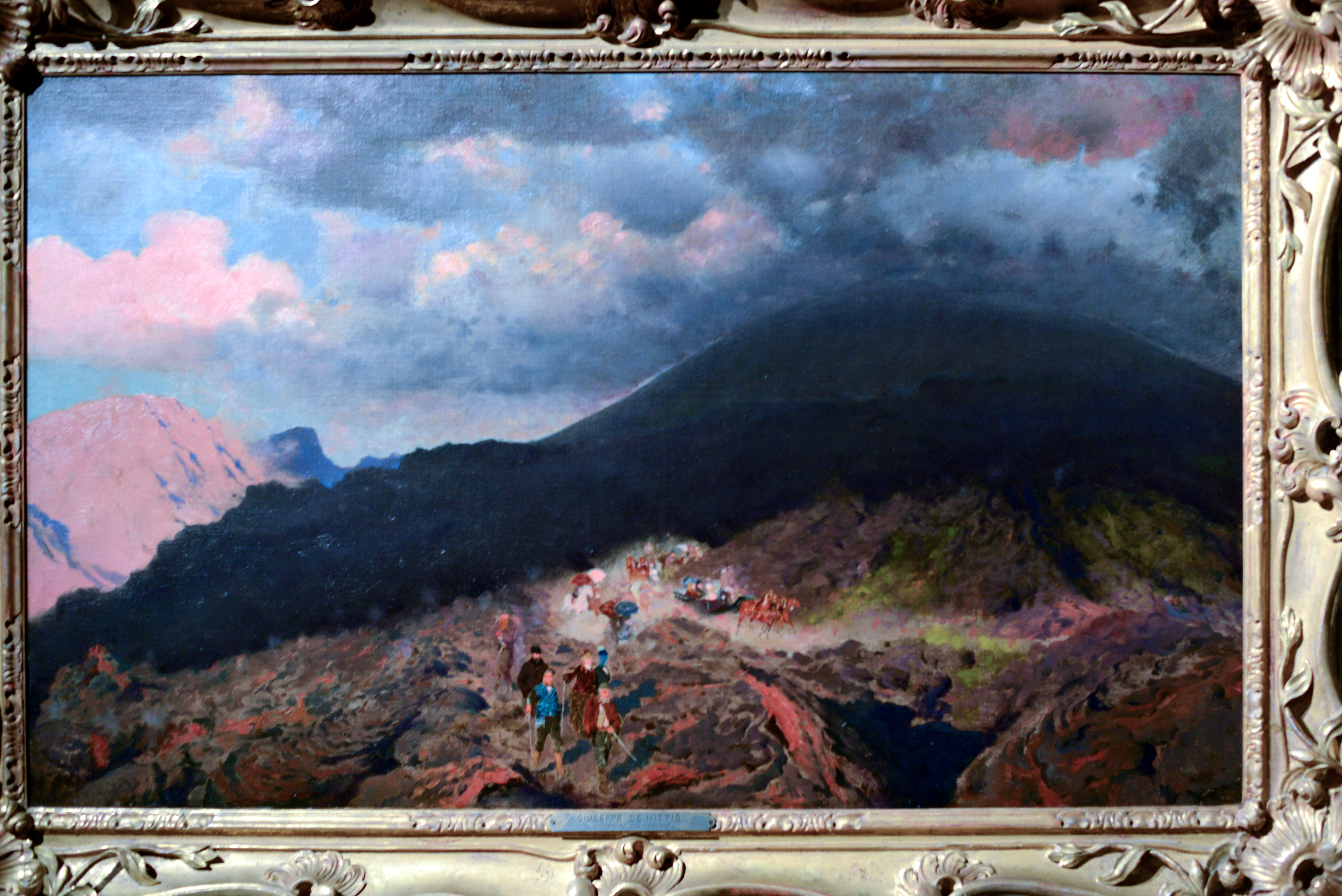
Извержение Везувия. 1872. Частное собрание, Неаполь.
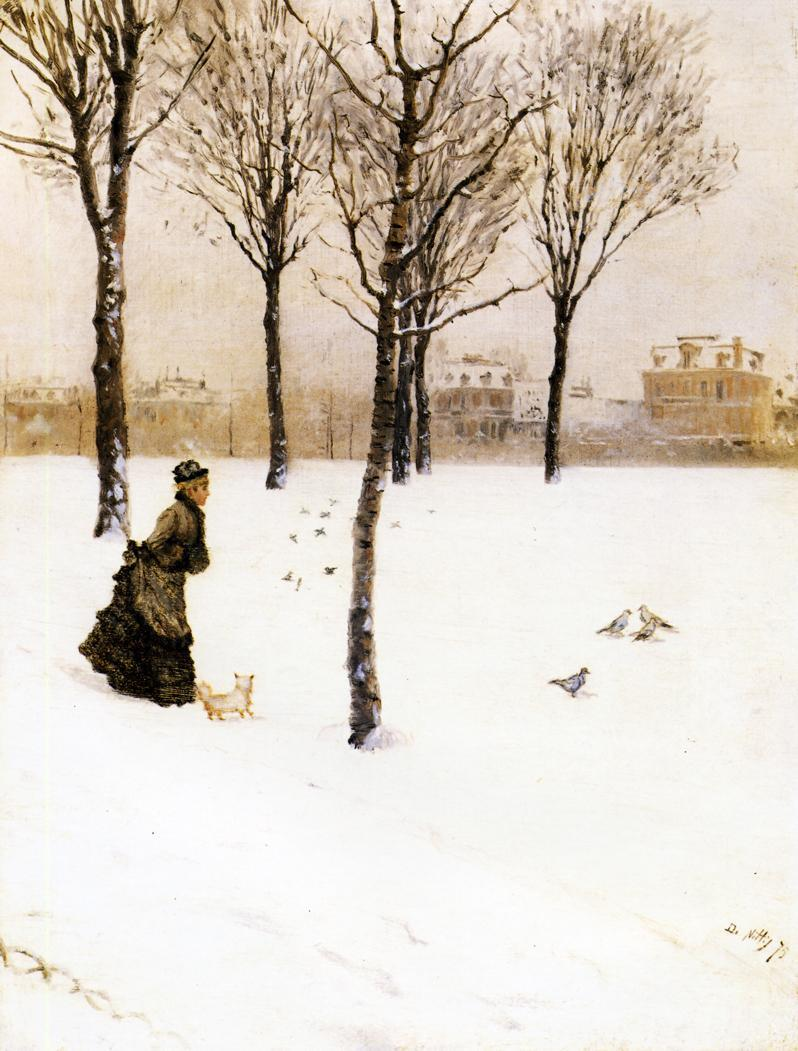
Зимний пейзаж. 1875.
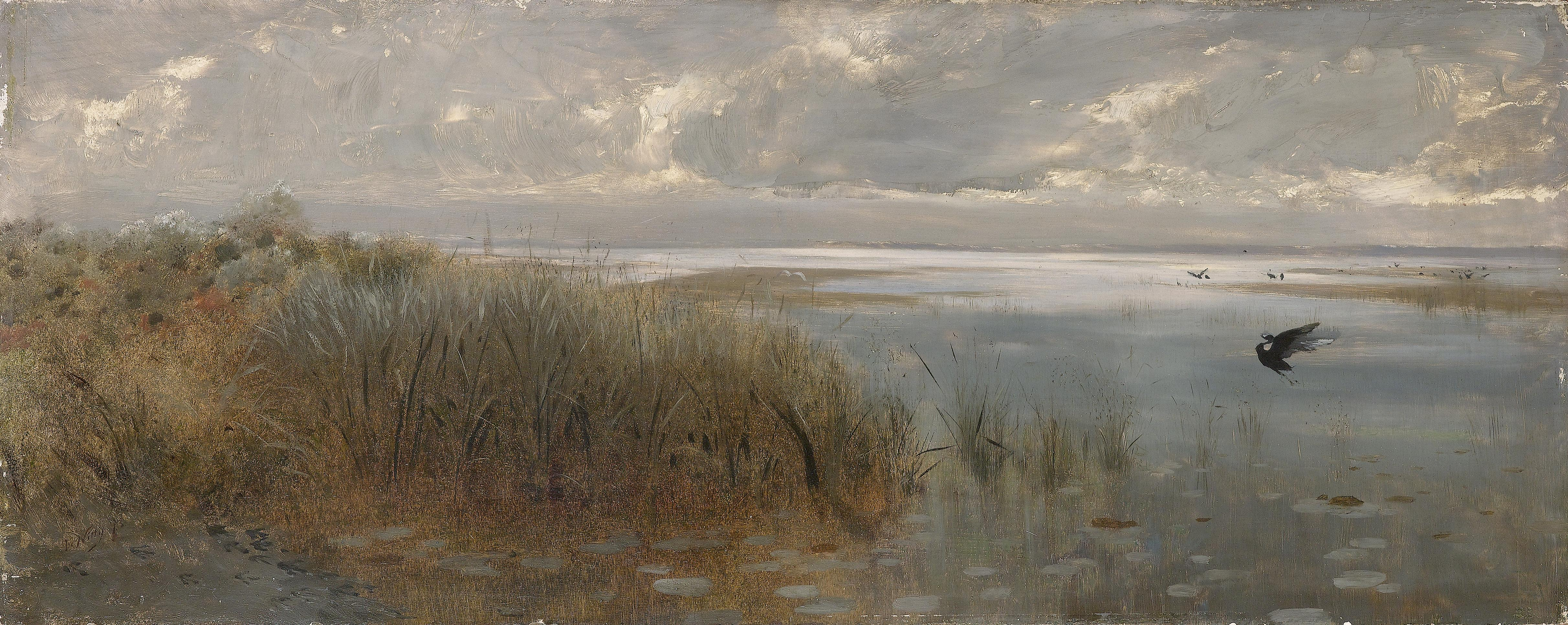
Морской ландшафт в окрестностях  Неаполя. 1873.
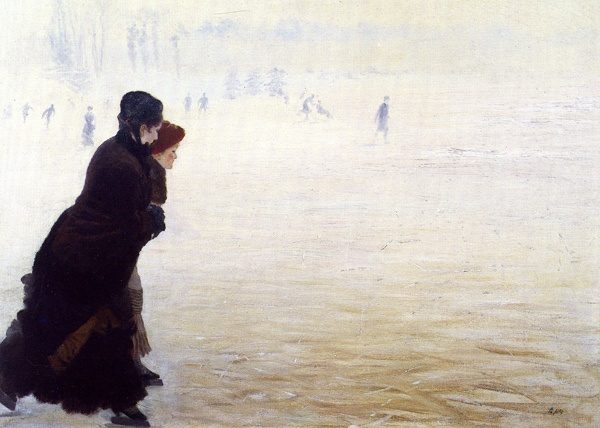
Урок катания на коньках. 1875.
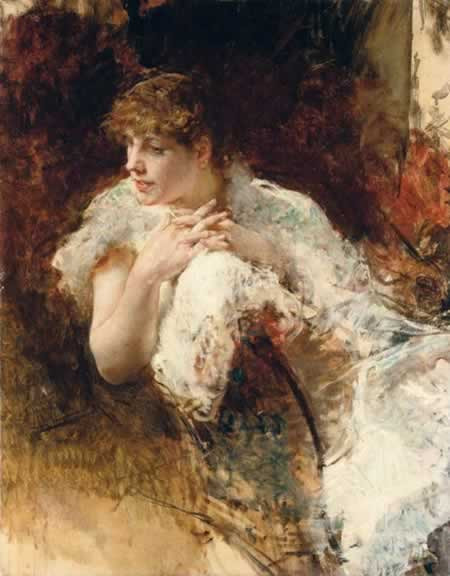
Синьора из Неаполя. 1872/1879.
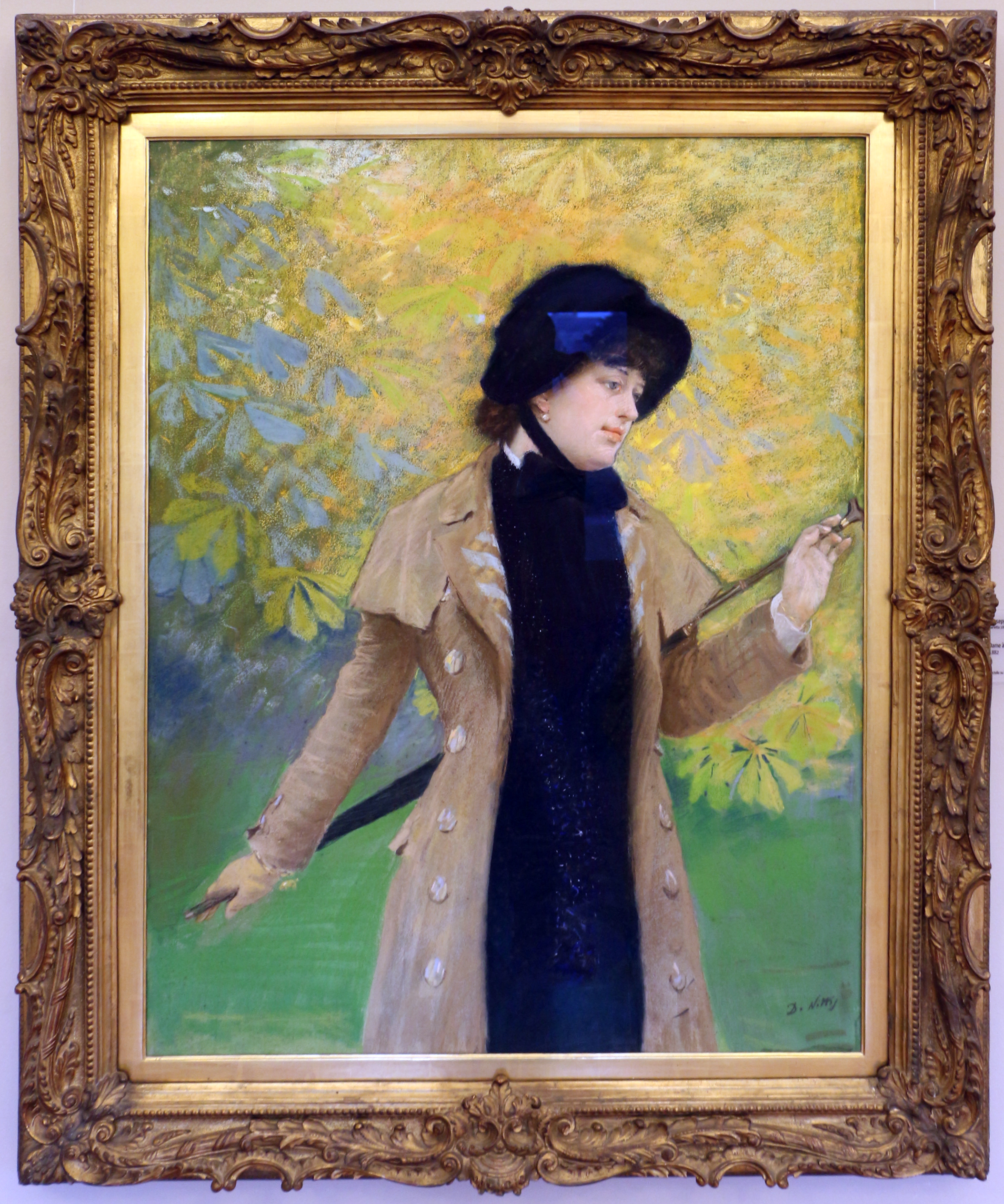
Леди из Ольстера. 1882.
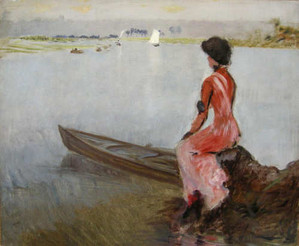
На озере. 1880.
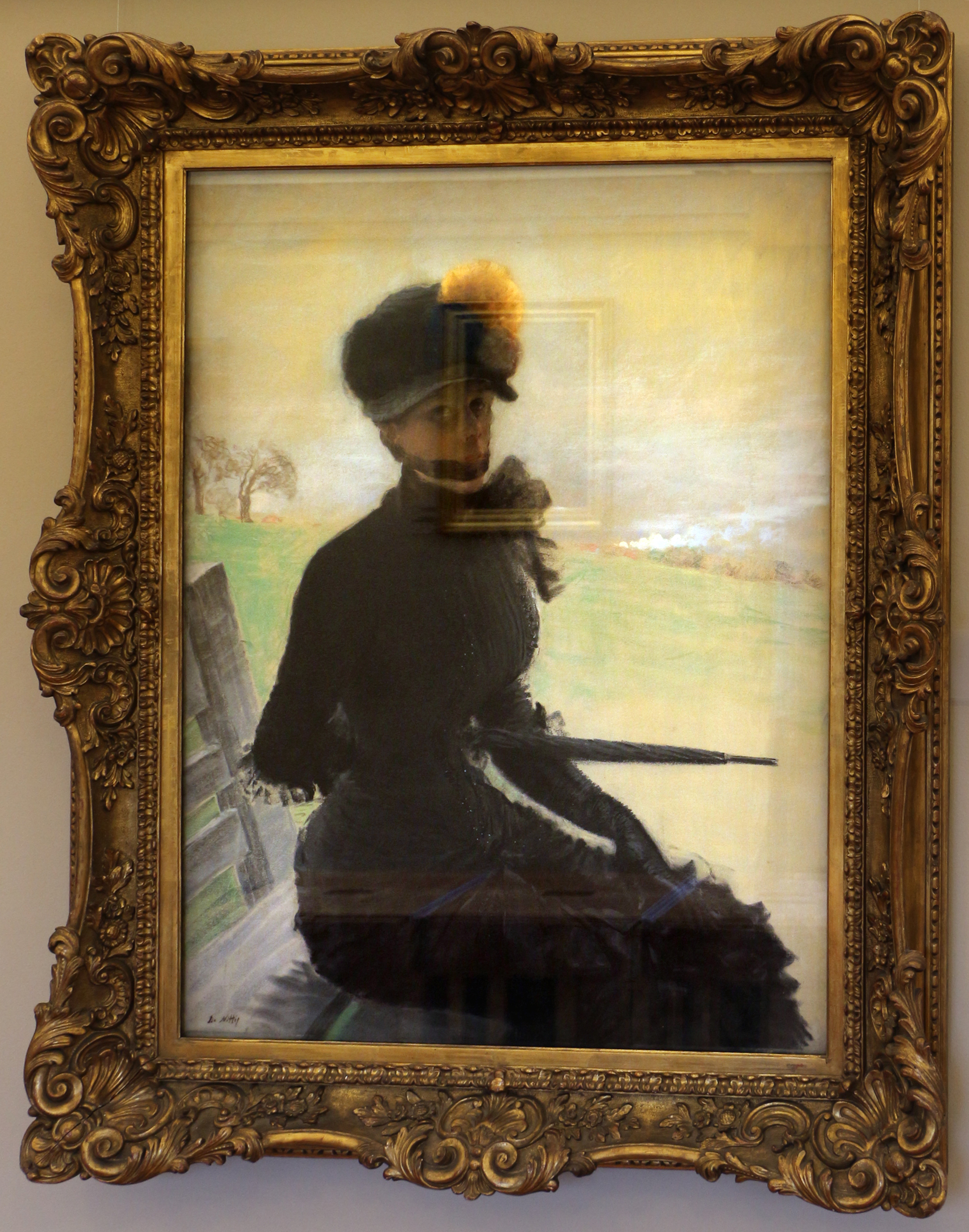
Женщина в шляпе с помпоном. 1879.